# Света Барбара
Света Барбара (словен. Sveta Barbara) — поселення в общині Шкофя Лока, Горенський регіон, Словенія. Висота над рівнем моря: 621,3 м.